# Мады Майрам
Ма́ды Ма́йрам (осет. Мады Майрæм) — дзуар в осетинской традиционной религии, покровительствует материнству, чадородию.

## Этимология
По мнению Вс. Ф. Миллера и В. И. Абаева, имя этого дзуара («мать Мария») является результатом адаптации осетинами православного культа Богородицы, принесённого византийскими миссионерами.
Ф. М. Таказов, считая это имя мужским, предлагает альтернативную этимологию «из др.-ир. mairya- «молодой человек, член мужского союза» + var- (= осет. ар/ын/) «рождать» + суффикс -æн; букв.: «место рождения молодого человека (члена мужского союза)», поскольку в религиозно-мифологических воззрениях осетин с именем Майрæм/Майрæн связаны разбросанные по всей Осетии святилища, функционально относящиеся к деторождению.
Существует также фамилия Майрæмыхъуатæ (Майрамукаевы, Майрамуковы), которая происходит от имени со значением «сын Майрам» (Майрæмы-къуэ).
По преданиям XIX века, в селении Майрамыкау (Майрӕмыхъӕу ‘селение Марии’) изначально находилась Моздокская икона Божией Матери — почитаемый на Кавказе список с Иверской иконы.

## День недели
В нартском эпосе Майрæмбон (пятница) — день воинских состязаний, вообще применения военной силы. Во время дней Уац-Тутыра (март) кровомщение допускалось только в пятницу. В осетинских исторических преданиях часто указывается на Майрæмбон (пятницу) как на день совершения военных и силовых предприятий.

## В молитвах и песнях
В одной из осетинских молитв Майрам упоминается как сеятельница:

Когда Уацилла в богатом ущелье пахал, Фалвара стада держал, Мария (Майрæм) зерно сеяла, Уастырджи с высот смотрел, хлеб, что вырос тогда, ниспошли народу-людям опять, Господи!
Оригинальный текст (осет.)Уацилла хъæздыг комы хуым куы кодта, Фæлвæра галдарæг куы уыдис, Майрæм мыггаг тауæг, Уастырджи бæрзондæй куы касти, гъеуад цы хор æрзадис, уыцы хор та дзыллæ-адæмæн, Хуыцау, æрзайын кæн!

Между тем, данные осетинской этнографии указывают: «у осетин сеять имели право мужчины, ибо думали, что если посеет женщина, то всходы будут редкие… Из мужчин особое предпочтение отдавали тем, у кого много детей, кто пользуется репутацией счастливого, доброго человека».
В праздничных свадебных песнях, посвящённых невесте, неоднократно повторяется формула:

У неё шафер — праведный Уастырджи, второй шафер — Мады Майрæм, её дружки — утренние зæд(ы) и дауæг(и).
Оригинальный текст (осет.)Уымæн йæ къухылхæцæг рæсты Уастырджи, 

Йе ‘мдзуарджын та – Мады-Майрæм, 

Йæ чындзхæсджытæ – сæууон зæдтæ æмæ дауджытæ.

В данном случае Мады Майрам выполняет роль æмдзуарджын — помощника шафера. У осетин оба шафера на свадьбу подбирались из родственников или друзей жениха, который лично просит их принять на себя эти почётные обязанности. В сам день свадьбы место помощника (æмдзуарджын) занимает названая мать (кæнгæ мад) или молодая незамужняя девушка (доверенное лицо невесты).
В одном из текстов погребального обряда бæхфæлдисын Христос прямо называется сыном Майрам:

Оттуда ты пойдёшь, и перед тобою будут две дороги, 

Одна узкая, другая широкая; ты ступай по узкой, 

И она тебя поведёт в рай.

Перед своими вратами встретит тебя сын Марии, золотой Христос, 

И поведёт тебя вовнутрь.
Оригинальный текст (осет.)Уырдыгæй ацæудзынæ,

Æмæ дыууæ фæндаджы дæ разы уыдзæни —

Иу — нарæг, иннæ та — уæрæх,

Ды цæугæ нарæгыл,

Æмæ дæ-иу дзæнæтмæ æркæндзæни:

Йæ дуæртты раз дыл сæмбæлдзæни

Майрæмы фырт сызгъæрин Чырысти

Æмæ дæ мидæмæ бакæндзæни.

Среди осетинских мужских клятвенных выражений (сомытæ) встречается: «Мады Майрæмыстæн!» (клянусь Мады Майрæм!). Как и у дзуар, основная функция которого посредничество и покровительство, «Сугъдæг Мадæ-Майрæн Хуцауи рази лæууй æма адæмæй Хуцауи æхсæн хæлардзийнадæ аразуй… Мадæ-Майрæн æй арв æма зæнхи ‘хсæн уарзондзийнади мийнæвар» (Чистый (святой) Мады-Майрæм пред Богом стоит (находится) и между людьми и Богом расположение (дружбу, добро) творит (налаживает)… Мады-Майрæм между небом и землёю любви (симпатии, приверженности, взаимопонимания) посланник (медиатор)). Также существуют многочисленные топонимы, названия святилищ без употребления слова «Мады» (матери, материнский): Майрæмты ком (ущелье Майрамов), местность «Майрæмтæ», Святилище «Хъуды Майрæм» (Майрæм Куда), «Сухтайы Майрæм» (Майрæм Сухта), «Сывæллæтты Майрæм» (Майрæм детей). Подобные определения типологически повторяют местные названия святилищ «Дзывгъисы Уастырджи» (Уастырджи Дзивгиса), «Ныхасы Уастырджи» (Уастырджи ныхаса) и т. д. Данная типология есть показатель идентичности и/или параллельности понятий дзуар и Майрæм, их функций.

## Культ
Через несколько дней после свадьбы невестку приводили к святилищу Мады Майрæм, которое находилось почти в каждом осетинском селении. Возле этого святилища совершались ритуальные действия, часто символизировали будущие роды. У девушки вырывали с корнем одну из нагрудных пуговиц, развязывали пояс и просили Мады Майрæм о даровании мужского потомства. К святилищу также приходили женщины, у которых рождались только дочери. Во время ритуальных действий совершалось жертвоприношение.

## В православии
Хвалебные песни в честь Мады Майрæм (Пресвятой Богородицы) сочинял протоиерей Алексей Колиев.